# 张圆
张圆（1926年12月22日—2000年8月10日），原名张祖泽，河南卫辉人，中国电影表演艺术家、导演，新中国人民演员。